# Aplikovaný výzkum
Aplikovaný výzkum (někdy též cílený výzkum) je experimentální a teoretické práce k získání nových poznatků, ale zcela jednoznačně zaměřených na specifické, konkrétní předem stanovené cíle využití v praxi.